# تپه زاهدان کهنه
تپه زاهدان کهنه در شهرستان زهک، بخش مرکزی، دهستان خواجه احمد، ۱ کیلومتری شمال غرب روستای زاهدان کهنه واقع شده و این اثر در تاریخ ۲۷ اسفند ۱۳۸۷ با شمارهٔ ثبت ۲۶۵۱۷ به‌عنوان یکی از آثار ملی ایران به ثبت رسیده است.